# 小行星40764
小行星40764（40764 Gerhardiser）是一颗绕太阳运转的小行星，为主小行星带小行星。该小行星于1999年10月发现。
該小行星以德國業餘天文學家格哈德·伊瑟（Gerhard Iser）命名。

## 轨道参数
小行星40764的轨道半长轴为459 499 661 km（3.0715218 UA），离心率为0.13。